# ナックイメージテクノロジー
株式会社ナックイメージテクノロジー（英文名称: nac Image Technology Inc. ）は、日本のハイスピードカメラメーカー。

## 概要
映像計測用ハイスピードカメラ、放送用ハイスピードカメラ、視線計測装置アイマークレコーダー（アイトラッキングシステム）など、特殊映像機器の開発・製造を行っているメーカー。また、こうしたメーカーとしての側面のを持ちながら、古くから映画・テレビ産業に深く関わり、映画、CM、PVなどの撮影機材（35mm/16mmフィルムカメラ、各種デジタルカメラ、ハイスピードカメラ、レンズ、フィルタ、三脚他）の販売及びレンタル、放送分野ではスポーツ中継用のウルトラスローカメラHi-Motionシリーズの開発・製造、販売、レンタルおよび、ドラマ撮影用のデジタルシネカメラ、レンズのなどの販売、レンタル業務も行なっている。
会社設立当初から続く映画・テレビ分野への事業も継続的に行われており、カメラや照明の開発・製造で有名なドイツのアーノルド&リヒターや、レンズメーカーであるドイツのカール・ツァイス、フランスのアンジェニューなどの日本に於ける総代理店となっている。

## 沿革
設立当初は映画産業分野への各種撮影用機材提供が中心であり、東京オリンピックを記録した市川崑監督作品「東京オリンピック」の撮影機材提供およびサポートを全面的に行い映画産業へ本格的に乗り出した。また、当時メーカーとしてアナモフィックレンズを設計・製造しその多くを映画産業分野に供給した。
1970年代に入ると、当時の日立工機が開発したロータリープリズム式ハイスピードフィルムカメラの製造権を取得し、ハイスピードカメラ「E-10」として製造を開始。各種高速現象の解析用カメラとして、企業の研究・開発部門や学校・官庁の研究室に対し販売を開始した。このことを機に、映像計測分野向けの各種映像計測製品の開発に乗り出す。そうした製品の中心はやはりハイスピードカメラで、E-10の開発以降その記録媒体をフィルムからVHSカセット、デジタルメモリーへと進化させ現在に至る。最もポピュラーな使用例では自動車産業が挙げられる。自動車開発の上で欠かせない各種の衝突安全試験を行う際、ハイスピードカメラを使用し車が破壊してゆく様子や搭乗者を模したダミー人形のダメージなどを、ハイスピードで撮影したスローモーション映像から解析している。また、この他の映像計測機器として視線計測装置「アイマークレコーダー（アイトラッキングシステム）」が有名。“人はどこを見ているか?”を検出するシステムで、各種の研究・開発機関や医療分野、人体計測分野等で広く使用されており、最近ではテレビ番組の中でも視線に絡む企画番組の中でも盛んに使用されている。
1970年より撮影機材のレンタル業務も開始。映画・CMなど主にフィルムを主体とした作品向けにカメラ、レンズなどの機材提供を行っている。こうした機材の貸出先はいわゆる業界のプロフェッショナルに限られており、最近特に流行しているコンシューマ向けの手軽なHDデジタルカメラなどの撮影機材はレンタルしておらず、会社としての立場を明確に示している。

### 年表
- 1953年 - 創業。
- 1958年8月 - 株式会社ナックカメラサービスとして東京都中央区銀座西一丁目7にて会社設立。
- 1965年 - 株式会社ナックに商号変更。
- 1970年 - 本社を東京都港区西麻布一丁目2-7へ移転。
- 2000年 - 株式会社ナックイメージテクノロジーに商号変更。本社を東京都千代田区三番町8番地7へ移転。
- 2001年12月1日 - 株式会社インター・ナック、株式会社エヌ・エー・シー電子および株式会社アイテックを吸収合併。
- 2009年 - 本社を東京都港区北青山二丁目11番3号へ移転。
- 2012年12月3日 - レンタル部門のみ東京都港区赤坂四丁目13番13号へ移転。

## 主な製品
MEMRECAMfx K3（メモリーカム・ケースリー）
2003年に映画・CM撮影用途として業界で初のデジタルハイスピードカメラ「MEMRECAMfx K3」（メモリーカム・ケースリー）のレンタルを開始。このカメラは自社にて開発した産業用ハイスピードカメラの技術を応用して製造された物で、産業用ハイスピードカメラに手を加え画質向上のチューニングが施されている。ちなみに、このカメラは日本国内に於いてはレンタル専用機として一部の例外（マックレイ社にのみ一台販売された）を除き、基本的には自社レンタル商品としてリリースされた。MEMRECAMfx K3は720HDサイズで最大1000コマ／秒での撮影が可能なため、これまでフィルムカメラでは難しいとされた高速領域の映像表現が手軽に行えると評判となる。また、映像の記録媒体がデジタルメモリーのため撮影後のプレビューがすぐに行えると共に、リテイクになった場合でもフィルムの様に消耗品が発生しないことから、ハイスピードシーンを含む作品の場合は制作費を抑える事が可能となった。レンタルが開始されると業界内で話題となり、日本は元より欧米でもこのカメラを使用したCM、プロモーションビデオ、映画などの作品が数多く制作された。尚、ヨーロッパではアーノルド&リヒターのレンタルサービス部門アリメディアサービス（Arri Media Service ）が、アメリカではクレアモント、フレッチャーシカゴが同カメラの供給を受けレンタル事業を行っている。MEMRECAMfx K3が映像制作業界に与えたインパクトは強く、これ以降主に国外で映像制作分野向けのデジタルハイスピードカメラが相次いで開発されるきっかけとなった。
Hi-Motion（ハイモーション）シリーズ
世界初の放送分野向けウルトラスローカメラシリーズであり、三板センサー式・フルHD対応など、放送マーケットに特化したシステム構成となっている。ウルトラスローカメラとしては従来の常識では考えられない三板センサー方式の採用、常時プログレッシブ収録機能などを盛り込み、既存の単板式ウルトラスローカメラで問題視されることが多かった解像力、色再現性、ノイズの問題を大幅に改善した。従来のようにCM、映画、テレビドラマなどで使用されているほか、スポーツ中継用途で世界中で広く使用されており、光ケーブルによる長距離映像伝送やリモート制御機能、オーディオ通信機能など、中継用途で標準的に必要とされる様々な機能を搭載している。また、レンズマウントが放送業界標準のB4マウントとなっていることから、放送局が所有しているレンズがそのまま使用できる点も特徴となっている。需要と供給のバランスから開発・製造コストのかかる三板センサー方式のウルトラスローカメラを開発する他メーカーはなく、異色のウルトラスローカメラといえる。
- Hi-Motion

フルHDサイズで最大600コマ/秒での撮影が可能。ワールドカップ、ユーロチャレンジ、ウィンブルドン選手権、フォーミュラ1、北京オリンピック、バンクーバーオリンピック、2010年アジア競技大会をはじめとした世界的なスポーツ中継で日常的に広く使用されており、放送業界で言う、いわゆる「ウルトラハイスピードカメラ」「ウルトラスローカメラ」として世界的に定番の機材となっている。2010年には数々の放送分野に於ける運用実績が評価され、米国テレビ芸術科学アカデミーより第62回技術・工学エミー賞を授与された。
- Hi-MotionII

2011年のNAB展にて後継機であるHi-MotionIIを発表し翌2012年に販売開始。放送用ウルトラスローカメラとしての基本機能は継承しつつ、最大撮影速度を1000コマ、センサー感度の向上、同時録再機能、常時ライブ映像出力機能を搭載、無線運用にも対応し、中継放送の現場での運用性能を更に向上した製品となっている。最大の特徴はウルトラスローカメラとしての基本機能を向上させつつも、従来通りノーマルカメラとしても使用できる高画質性能を備えていること。これにより中継現場に於いては、ウルトラスローカメラ用として新たにカメラポジションを増設することなく、従来ノーマルカメラと置き換えるだけでウルトラスローモーション映像とノーマルカメラの送出が同時に行えるようになった。また、カメラヘッド内に記録部や映像プロセッサーを内蔵しているため、EVSなどの外部映像サーバーを必要せず、スロー映像の収録・送出が可能。これによりサーバー費を削減でき低コストでの映像演出が行える。このほか、映像サーバーが不要なことから光ケーブルを使用しない無線運用も行える。国内のほとんどのゴルフ中継で無線運用されており、ウルトラスローカメラとしての運用にとどまらず、ノーマルカメラとしても広く使用されている。2012年の全豪オープンテニスを皮切りに、NFL、MLB、F1など世界中のスポーツ中継で運用されている。また、オリンピックではロンドン、ソチ、リオデジャネイロでも大量に採用され使用された。